# Cuneus Frisiorum Vinoviensium
Der Cuneus Frisiorum Vinoviensium (deutsch Cuneus der Friesen in Vinovia) war eine römische Auxiliareinheit. Sie ist durch eine Inschrift belegt.

## Namensbestandteile
- Frisiorum: der Friesen. Die Soldaten des Cuneus wurden bei Aufstellung der Einheit aus dem germanischen Stamm der Friesen rekrutiert.

- Vinoviensium: in Vinovia. Der Zusatz bezieht sich auf das römische Hilfstruppenkastell Vinovia.

## Geschichte
Wie der Beiname Vinoviensium zeigt, war der Cuneus in Vinovia in der Provinz Britannia inferior stationiert, wo er durch die Inschrift (CIL 7, 427) nachgewiesen ist, die in das 3. Jhd. n. Chr. datiert wird. Da die Einheit in der Notitia dignitatum nicht mehr erwähnt wird, dürfte sie im 4. Jhd. schon nicht mehr bestanden haben.

## Standorte
Standorte des Cuneus in Britannia inferior waren:
- Vinovia (Binchester): der Beiname Vinoviensium zeigt, dass die Einheit hier stationiert war. Darüber hinaus wurde die Inschrift (CIL 7, 427) hier gefunden.

## Angehörige des Cuneus
Ein (ehemaliger) Angehöriger des Cuneus mit Namen []mandus ist durch die Inschrift (CIL 7, 427) bekannt.